# CG-6
La CG-6 (Carretera General 6) es una carretera de la Red de Carreteras de Andorra, que comunica Aixovall a la CG-1 con la frontera con Cataluña y con la población española de Os de Civís. Tiene una distancia total de 6 kilómetros.
La carretera tiene la peculiaridad de ser el único acceso posible en carretera a la población de Os de Civís, que se encuentra a sólo 2 kilómetros de esta frontera. Por ello, no hay ninguna aduana ni ningún tipo de control, ya que para acceder al resto de España desde dicha población, hay que atravesar un camino de tierra que pasa por el Cuello de Conflent, de 2150 metros de altitud, siendo impracticable para la mayoría de vehículos. 
Hasta el año 2008 la carretera era denominada como CS-110, a partir de esa fecha la carretera toma la denominación actual de CG-6, convirtiéndose en Carretera General de Andorra.

## Proyectos
El Gobierno de Andorra invirtió en 2016 una cantidad total de 343.303,67 euros para instalar una serie de barreras dinámicas para proteger la carretera que va de Aixovall a Os de Civís de desprendimientos rocosos. Según el Gobierno Andorrano, se trata de una zona con un nivel de peligrosidad alto y por eso se pusieron barreras protectoras con una alta capacidad de absorción de energía. El plazo de ejecución fue de 18 semanas.

## Recorrido
La CG-6 inicia su recorrido en la CG-1, en la población de Aixovall. La carretera, al contrario que las demás carreteras andorranas, no finaliza en la Frontera entre Andorra y España, sino que finaliza en la población catalana de Os de Civís. Por ello, y siendo la CG-6 la única carretera por la que se puede ir a Os de Civís (el acceso desde España es un camino de tierra en malas condiciones), Andorra se encarga del mantenimiento y de quitar la nieve en el caso de que la hubiese.
La carretera CG-6 atraviesa las siguientes poblaciones:
- Aixovall
- Bixessarri
- Virgen del Canólico (CS-111)
- Aixàs (CS-112)
- Frontera / Os de Civís (España)

| Tipo de salida | Dirección de la salida       | Carretera que enlaza | Qm  |
| -------------- | ---------------------------- | -------------------- | --- |
| CG-6           | Aixovall                     | CG-1                 | 0   |
|                | Bixessarri                   |                      | 3,4 |
|                | Virgen del Canólico          |                      | 3,5 |
|                | Asís                         |                      | 3,7 |
|                |                              |                      | 5   |
| Sortida        | Frontera Cataluña-Andorra    | CG-6                 | 6   |
|                | Hacia Os de Civís (Cataluña) | Calle de St Julià    | 8   |